# Alamut (roman)
Alamut est un roman slovène de Vladimir Bartol publié en 1938 par les éditions Založba Modra Ptica. Il se base sur des faits historiques - la forteresse d'Alamut ayant été le bastion des ḥašišiywn (« les gens de principe, de fondement de la foi ») qui désignait la branche religieuse des musulmans chiites ismaéliens nizârites, dont le nom a donné celui d'« assassin » et dont le premier mentor fut Hasan-Ibn Sabbâh. Il s'appuie aussi sur des faits jamais prouvés - utilisation de haschisch pour le combat, présence de jardins chargés de faire croire à l'entrée du Paradis, etc.

## Résumé
Le roman se déroule dans les montagnes du nord de l'Iran en 1092 et narre l’ascension de deux personnages au sein d'une secte religieuse des ismaéliens (dérivée des chiites) basée dans la forteresse d'Alamut. Régis par Hasan-Ibn Sabbâh, les Haschichins, ou Assassins, mènent une lutte religieuse effrénée contre leurs voisins religieux, le sultan de Turquie, seldjoukide donc, comme à Téhéran et Bagdad. D'un côté, Halima, ancienne esclave, arrive à Alamut pour servir le harem du mentor des lieux, mais aussi ses plans d'embrigadement. De l'autre, le jeune Avani ibn Tahir, soldat volontaire, qui gravit les échelons de l'armée personnelle d'Alamut, est témoin de l'éducation militaire et religieuse : voué au culte du Coran et de son nouveau mentor, il est éduqué dans la fascination de la mort et du dévouement. Bartol enchaîne réflexions philosophiques, séquences d'actions, et évocations de l'évolution et des manipulations psychologiques de ses personnages.

## Contexte de l'écriture du roman
Le roman de Vladimir Bartol est un plaidoyer contre les despotes de son époque qui, à l'instar de Hassan ibn Sabbah, avec des promesses fallacieuses, manipulent des gens pour les convaincre de se sacrifier. L'auteur refusait les totalitarismes de droite et de gauche, qu'il rangeait dans le même panier. Dans les années 1930, Ljubljana se trouve à un carrefour où s'affrontent des idéologies violemment antagonistes. L'Autriche se fait annexer doucement par l'Allemagne nazie (Anschluss). Trieste, est sous la coupe des fascistes italiens, ayant leurs partisans jusque dans son université. De leur côté, les socialistes locaux étaient les porte-voix de la propagande stalinienne. La rédaction de ce roman, qui lui prendra plusieurs années, lui permet d'abord d'abuser ses censeurs. Un roman d'aventures « neutre » lui permettait de faire passer son discours auprès d'un large public. Mais après la Seconde Guerre mondiale, la Yougoslavie marxiste et son réalisme socialiste apprécie peu la philosophie désabusée du roman ; son auteur quitte alors son pays en 1946 pour vivre à Trieste. Dix ans plus tard, le titisme s'est un peu libéralisé. Son livre est réédité confidentiellement en 1958 et l'auteur peut continuer sa carrière. Cependant, son livre, pourtant considéré comme son chef-d'œuvre ne sera plus republié jusqu'à sa mort, en 1967, avant de connaître plusieurs publications à partir de 1984.
Dans son roman, l'auteur transpose le totalitarisme éternel dans l'Iran du XIe siècle, apogée de la secte des Assassins. Pourtant, il ne s'agit pas d'un roman à thèse. L'auteur ruse en dissimulant la description d'un phénomène politique contemporain derrière une fiction historique minutieusement agencée. Il s'y prend si bien que le lecteur non averti peut prendre ce livre pour un simple roman d'aventures, sans se douter que le Vieux de la Montagne représente le dictateur « idéal » du XXe siècle, basé sur Mussolini, Hitler et Staline. En plus de disséquer jusqu'aux détails les plus infimes l'esprit totalitaire, il décrit la société islamique médiévale, qu'il a étudié de très près, bien qu'à de rares occasions, il prend des réalités « poétiques » avec les faits. La familiarité qu'il instaure avec l'esprit musulman dote son œuvre d'une magie rêveuse, qui lui donne à plusieurs reprises des airs de conte. Surtout, elle lui permet de mettre en scène un sujet qui, en 1938, pouvait encore être tenu pour « abstrait » : le terrorisme islamiste, passant à l'époque pour une « curiosité historique ».
En effet, Bartol ne soupçonna jamais ce côté prémonitoire de son œuvre. Cherchant dans l'Histoire une personne incarnant le « dictateur absolu » (et donc, il y insiste, d'incarner d'après les critères du totalitarisme moderne), il découvrit un ayatollah du XIe siècle, inventeur des commandos-suicide et premier théoricien « actif » du terrorisme politico-religieux. Au fil de sa progression dans le roman, le lecteur découvre que les méthodes de terreur décrites sont très similaires, au détail près, à celles que pratique l'intégrisme islamique actuel. L'auteur résume parfaitement ce projet à travers la bouche de Hassan « Ainsi la suprématie appartiendrait-elle à celui qui tiendrait tous les souverains du monde enchaînés par la peur... ». Il suffit de remplacer « souverains » par « gouvernement » et cette profession de foi devient celle que les fanatiques islamiques d'aujourd'hui clament au monde.
Cependant, le discours de l'auteur est dépourvu de morale, ce qui fait que son livre n'est pas « à message ». De plus, il ne condamne pas le monstre qu'il nous présente, le rendant presque sympathique, en tous cas très attachant. En effet, Jean-Pierre Sicre souligne combien c'est vain de dénoncer la monstruosité de Caligula, de Hassan ou de Staline. Car ce qui est important n'est pas qu'ils furent des monstres, mais justement des hommes. L'auteur rejoint ici l'auteur allemand Thomas Mann qui avait choisi dans son Hitler, mon frère (de) d'analyser la figure du « tyran » sous son angle le plus inquiétant, celui du « trop humain ». Si les pires dictateurs fascinent, inspirant Eschyle, William Shakespeare ou Artaud, c'est que le démon que nous tentons de faire taire en nous parle haut et clair en eux. Désabusé, Bartol savait que le pire est souvent cousin du meilleur dans l'âme humaine. Son « monstre » nous le dit quand il nous avoue que son fanatisme lui-même n'est que la feinte d'un esprit qui a perdu toute illusion. C'est le paradoxe de la lucidité dont le philosophe roumain Emil Cioran nous affirme dans De l'inconvénient d'être né (1973) qu'elle est un « vice », peut-être le plus ravageur : « La clairvoyance est le seul vice qui rende libre — libre dans un désert. »,
La phrase « Rien n'est vrai, tout est permis » provient de l'œuvre Ainsi parlait Zarathoustra de Friedrich Nietzsche.

## Dans la culture populaire

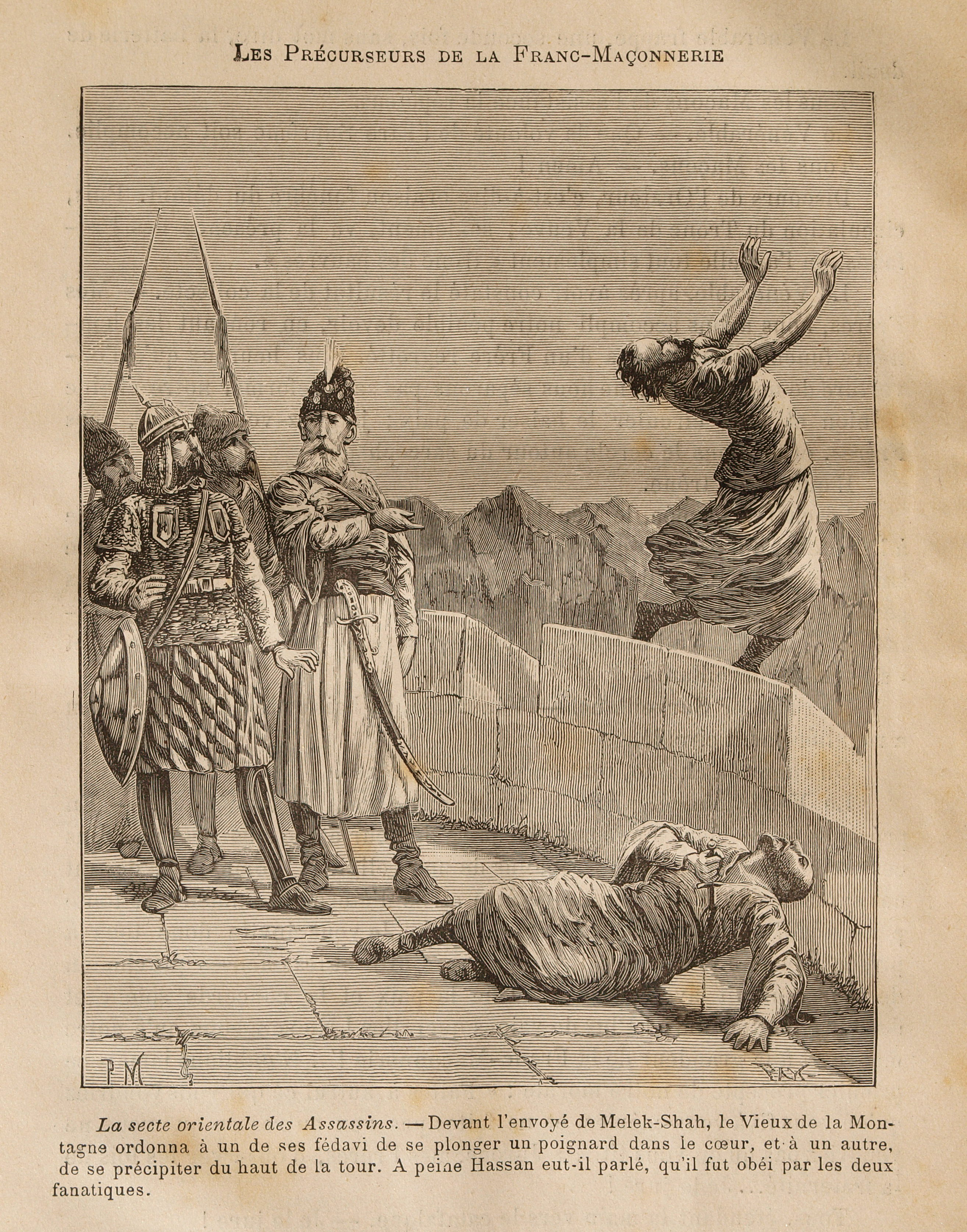
Scène légendaire oú Hassan ibn al-Sabbah, vieux de la montagne, demande à ses fidèles de se suicider, dessin de Pierre Méjanel.

De l'aveu même de l'équipe de développement Ubisoft Montréal, le roman fut une source d'inspiration majeure du premier jeu vidéo Assassin's Creed, dont la productrice Jade Raymond déclare : « Plutôt que d'utiliser des légendes arabes, nous avons décidé de nous inspirer du roman de l'écrivain slovène Vladimr Bartol, Alamut. ». Le jeu met en scène Altaïr Ibn La-Ahad, un jeune Syrien, lors de son intégration à la secte des Assassins dans la ville-forteresse de Masyaf ; sous la tutelle du mentor-despote Al Mualim durant la Troisième croisade. L'atmosphère de Masyaf est fortement inspirée d'Alamut. Si le village et sa forteresse ont réellement existé, on peut supposer que l'équipe d'Ubisoft a choisi Masyaf plutôt qu'Alamut pour évoquer un village typique de l'époque et donner ainsi une dimension sociale et apaisée à la secte des Assassins, glorifiée dans ce premier épisode - Alamut aurait revêtu un caractère bien trop militaire. De plus, le mentor d'Altaïr, Al Mualim, n'est autre que Rashid ad-Din Sinan, successeur réel du premier mentor des Assassins, Ibn Sabbah - le mentor du roman -, qui à l'époque fit de Masyaf le centre de ses opérations. Outre ce choix de village plus important, Ubisoft reste ainsi fidèle à l'Histoire. Par la suite la saga changera d'époque (Renaissance italienne, Révolution américano-française...), mais gardera ce thème de la lutte pour la liberté et contre l'asservissement. Par ailleurs, à partir du deuxième volet de la série le credo des Assassins - une liste de règles de conduite - deviendra : "Rien n'est vrai, tout est permis".
Le nom d'Alamut désigne aussi l'imprenable forteresse gardienne de la dague des sables dans le film Prince of Persia, lui aussi tiré d'une licence à succès d'Ubisoft. Néanmoins, cette référence s'écarte du roman pour ne conserver que le nom de la forteresse imprenable. Notons tous de même que la secte des "Hassanssins" est bien présente dans le film mais que son repaire ne se situe pas dans la "cité sainte" d'Alamut.

## Éditions françaises

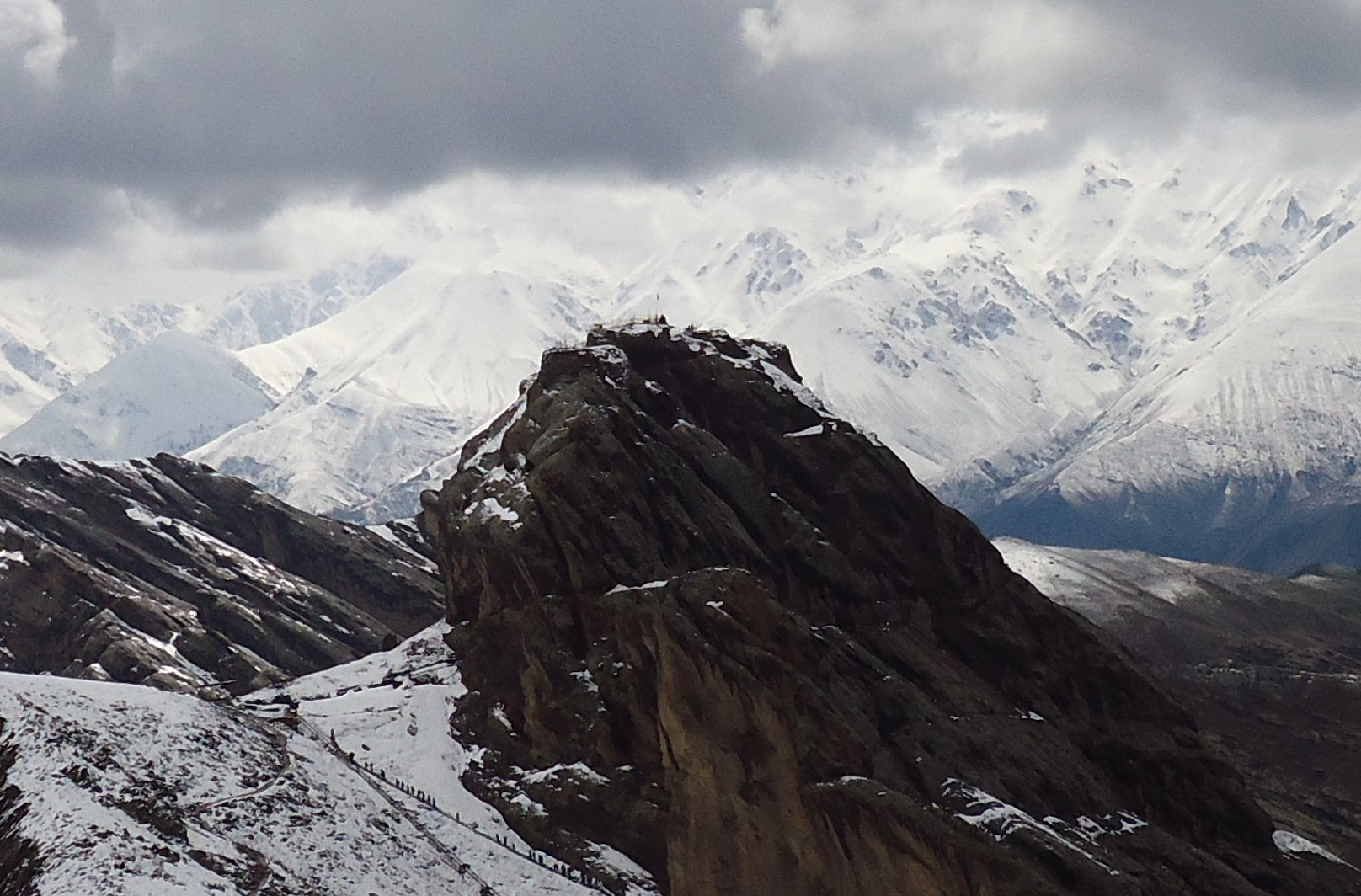
Ruines du château des Assassins dans la vallée d'Alamut (Iran)

- Ruines du château des Assassins dans la vallée d'Alamut (Iran)Alamut, traduction de Claude Vincenot revue par Jean-Pierre Sicre :
  - Paris, éditions Phébus, coll. « Domaine romanesque », 1988, 582 p.  (ISBN 2-85940-108-3)
  - Presses Pocket, no 3202, 1989, 542 p.  (ISBN 2-266-02679-8)
  - Paris, Phébus, coll. « Libretto » no 3, 1998, 582 p.  (ISBN 2-85940-518-6)
- Alamut, nouvelle traduction d'Andrée Lück Gaye
  - Paris, Phébus, coll. « Libretto » no 3, 2012, 577 p.  (ISBN 978-2-7529-0626-7)
  - Paris, éditions Libretto, coll. « Édition limitée », 2018  (ISBN 978-2-36914-502-8)